# Plate-Forme Flagey
 (octobre 2009).
Si vous disposez d'ouvrages ou d'articles de référence ou si vous connaissez des sites web de qualité traitant du thème abordé ici, merci de compléter l'article en donnant les références utiles à sa vérifiabilité et en les liant à la section « Notes et références ».
La Plate-Forme Flagey fut créée en juin 2003 à Bruxelles. Il s’agit d'un exemple de participation spontanée dont le résultat fut une récupération politique des éléments revendiqués.

## Historique
Le combat de la Plate-Forme avait pour but de revendiquer des concours d’architecture à Bruxelles pour les projets d’importance, comme la place Flagey, et aussi de revendiquer plus de participation citoyenne aux décisions portant sur l’environnement des bruxellois. 
Pour prouver que ces revendications étaient non seulement possibles, mais surtout souhaitables, la Plate-Forme organisa un appel à idées international, et récolta, en un mois seulement, pas moins de 96 projets provenant du monde entier. Ce succès phénoménal fut du pain bénit pour les médias qui couvrirent largement l’évènement et éveilla du coup l’intérêt des politiciens concernés.
En novembre 2003, la Plate-Forme diffuse son texte de revendications appelé Constats et Propositions pour le réaménagement de la place Flagey.
Un an et un ministre plus tard. Le contrat de l’architecte premièrement choisi pour le réaménagement de cet espace fut rompu et un concours international fut organisé, ce qui constitue un pas de géant dans une région comme Bruxelles où ce genre de pratique n’avait encore jamais pu aboutir à un projet concret. Et les citoyens ne furent pas oubliés puisqu’un Point Info Flagey fut ouvert peu de temps après afin de tenir les habitants informés.

## Participants
La Plate-Forme regroupait des habitants, des associations et des professionnels de l’aménagement du territoire :
- le Comité Flagey
- le Comité Brasserie
- Parcours Citoyen
- Habitat & Rénovation
- Inter-Environnement Bruxelles
- Elzenhof
- La Cambre Architecture
- Le CRAC
- disturb